# 罗翰·波柏纳
罗翰·波柏纳（Rohan Bopanna，1980年3月4日—），印度男子職業網球運動員，2003年轉職業，雙打方面的成績較為出色。羅漢·博帕納 (Rohan Bopanna) 努力通過體育彌合政治障礙，因此在 2010 年被總部位於摩納哥的和平與體育組織提名為和平衛士。
Bopanna 因其“停止戰爭開始網球”運動而享譽全球，並於 2010 年與 Qureshi 一起獲得了著名的Arthur Ashe 年度人道主義獎兩人還被他們的粉絲票選為和平與運動年度形象獎2005 年，他還因其在球場上的成就而被卡納塔克邦政府授予 Ekalavya 獎。

## 早年
波柏纳11歲開始打網球，因為他的父親想要尋找一種個別運動。他也喜歡進行其他體育活動，如：曲棍球、足球。到了19歲時，他才開始展開網球生涯，他的父親是咖啡庄园主，母親是家庭主婦並且支持他從事網球生涯，他們居住於果達古，從班加羅爾到達那裡需要數小時的車程，他有一位姊姊居住孟買，他的偶像為斯特凡·埃德贝里，2002年，他參加台維斯盃印度與澳洲之戰，隔年便正式轉戰男子職業網壇。

## 生涯後段
2022年他進入了法網男雙半決賽，以當時的積分來到Template:ATP RANKING雙打TOP30。
2023年上半賽季他與新搭檔開始合作，並在2023年印地安維爾斯成為賽會史上最高齡的冠軍得主。這場賽事是他和澳洲搭檔 Ebden拿到的第二座冠軍。

## 外部連結
- 罗翰·波柏纳（英文/西班牙文）的官方資料
- 罗翰·波柏纳的國際網球總會 職業／青少年 官方資料（英文）
- 罗翰·波柏纳的官方資料（英文）